# Musée national de Singapour

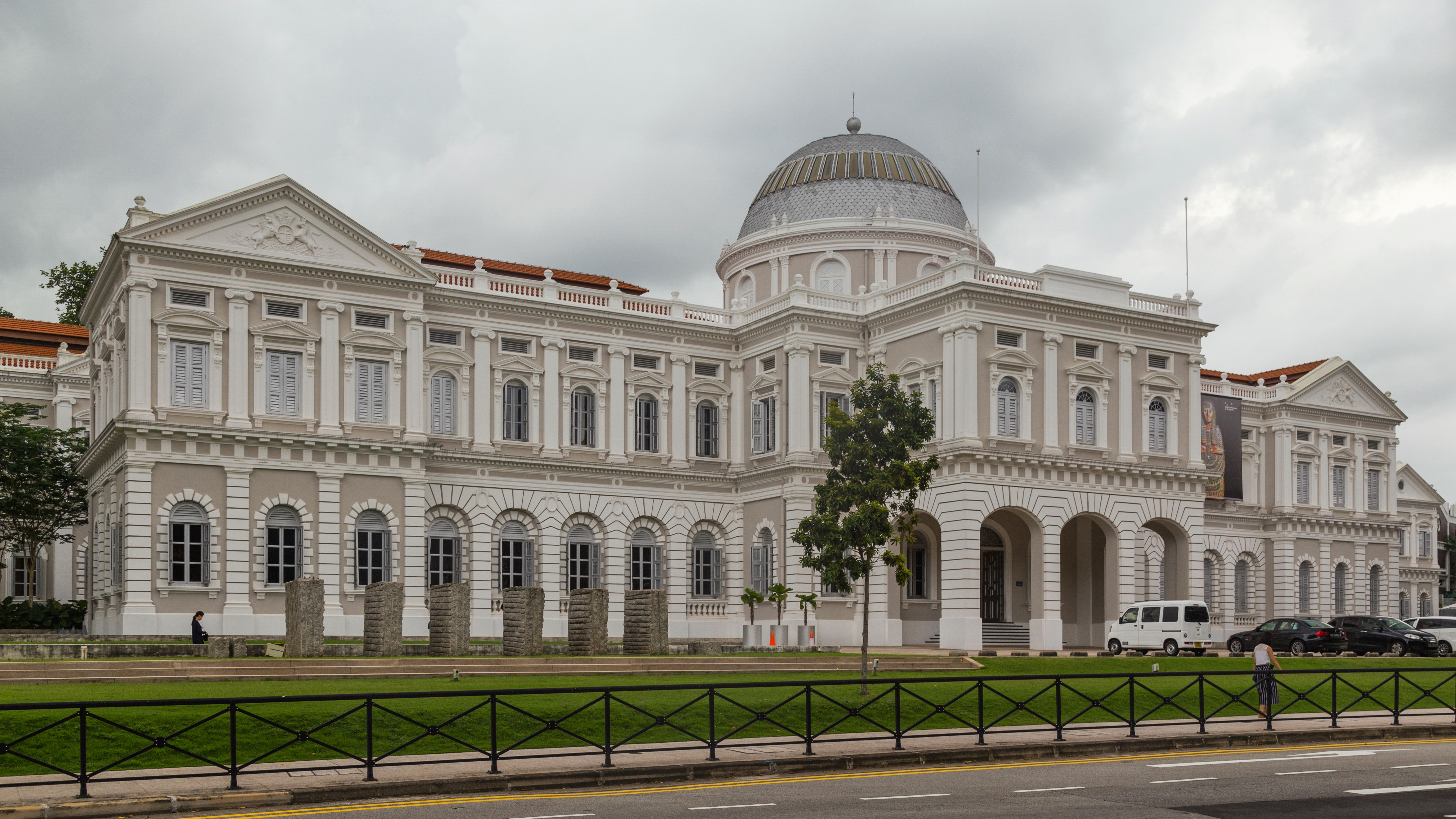
Musée national de Singapour

Le Musée national de Singapour, NMS, est un musée de Singapour.
C'est le plus ancien musée de Singapour. Le bâtiment a été construit en 1849 . L'histoire du musée lui-même remonte également à l'année 1849, quand une partie de la bibliothèque de l'établissement Raffles ( "Singapour Institution" ) a été créée dans le bâtiment. Après plusieurs déménagements, le musée a été logé de façon permanente en 1887 dans le bâtiment de Stamford Road.
Le premier objectif du musée était de retracer l'histoire de Singapour. En 1965 il fut nommé Musée national de Singapour. Pendant une brève période entre 1993 et 2006 il porta le nom de Musée d'Histoire de Singapour. Entre 2003 et la fin de 2006, le musée a été restauré par le studio GSM Project et le 2 décembre 2006 il fut rouvert. Il conserve 10 trésors nationaux, et ses galeries d'histoire et de la vie de Singapour ont pris un tour résolument contemporain. Il accueille ainsi des installations et des performances d'art contemporain, des évènements et des festivals tout au long de l'année.  
Le musée est l'un des quatre musées nationaux du pays : la "National Gallery Singapore: Southeast Asian Art Museum", qui occupe deux anciens bâtiments : la "Supreme Court" et le "City Hall" et s'est ouvert en 2015 ; l'"Asian Civilisations Museum" est installé dans l'ancien Empress Place Bulding ; enfin le "Singapore Art Museum – Contemporary Art in Southeast Asia" dont le bâtiment principal, l'ancienne "St Joseph’s Institution", est en travaux en 2017.